# Türk Hava Yolları Spor Kulübü 2023-2024 (pallavolo)
Questa voce raccoglie le informazioni riguardanti il Türk Hava Yolları Spor Kulübü nelle competizioni ufficiali della stagione 2023-2024.

## Stagione
Il Türk Hava Yolları Spor Kulübü non utilizza alcuna denominazione sponsorizzata nella stagione 2023-24.
Si classifica al quarto posto nella regular season di Sultanlar Ligi, qualificandosi ai play-off scudetto: sconfitto in semifinale dal Fenerbahçe, perde anche la finale per il terzo posto contro il VakıfBank. Viene eliminato in semifinale anche in Coppa di Turchia, sempre in semifinale contro il Fenerbahçe.
In ambito europeo è di scena in Coppa CEV, dove però non va oltre gli ottavi di finale, eliminato dalle francesi del Levallois Paris.

## Organigramma societario
Area direttiva
- Presidente: Ahmet Bolat

Area tecnica
- Allenatore: José Roberto Guimarães
- Allenatore in seconda: Yalçin Özbek
- Assistente allenatore: Caner Atasever
- Scoutman: Muhammet Karakuş

## Rosa
| N° | Nome                | Ruolo | Data di nascita   | Nazionalità sportiva |
| -- | ------------------- | ----- | ----------------- | -------------------- |
| 1  | Melis Yılmaz        | L     | 28 giugno 1996    | Turchia              |
| 2  | Buse Kayacan        | L     | 15 luglio 1992    | Turchia              |
| 3  | Kiera Van Ryk       | O     | 6 gennaio 1999    | Canada               |
| 5  | Şeyma Ercan         | S     | 5 luglio 1994     | Turchia              |
| 6  | Kübra Akman         | C     | 13 ottobre 1994   | Turchia              |
| 8  | Dicle Babat         | C     | 15 settembre 1992 | Turchia              |
| 9  | Mácris Carneiro     | P     | 3 marzo 1989      | Brasile              |
| 10 | Derya Güç           | S     | 16 gennaio 1997   | Turchia              |
| 11 | Anthī Vasilantōnakī | S     | 9 aprile 1996     | Grecia               |
| 12 | Diana Alecrim       | C     | 22 febbraio 1999  | Brasile              |
| 13 | Neriman Özsoy       | S     | 13 luglio 1988    | Turchia              |
| 16 | İkbal Albayrak      | C     | 15 ottobre 1991   | Turchia              |
| 17 | Sıla Çalışkan       | P     | 16 dicembre 1996  | Turchia              |
| 77 | Júlia Bergmann      | S     | 21 febbraio 2001  | Brasile              |

## Statistiche

### Statistiche di squadra
| Competizione     | Punti | In casa | In casa | In casa | In trasferta | In trasferta | In trasferta | Totale | Totale | Totale |
| Competizione     | Punti | G       | V       | P       | G            | V            | P            | G      | V      | P      |
| ---------------- | ----- | ------- | ------- | ------- | ------------ | ------------ | ------------ | ------ | ------ | ------ |
| Sultanlar Ligi   | 54    | 15      | 10      | 5       | 15           | 9            | 6            | 30     | 19     | 11     |
| Coppa di Turchia | -     | 1       | 1       | 0       | 0            | 0            | 0            | 2      | 1      | 1      |
| Coppa CEV        | -     | 1       | 0       | 1       | 1            | 0            | 1            | 2      | 0      | 2      |
| Totale           | -     | 17      | 11      | 6       | 16           | 9            | 7            | 34     | 20     | 14     |

G = partite giocate; V = partite vinte; P = partite perse

### Statistiche dei giocatori
| Giocatrice       | Campionato | Campionato | Campionato | Campionato | Campionato | Coppa di Turchia | Coppa di Turchia | Coppa di Turchia | Coppa di Turchia | Coppa di Turchia | Coppa CEV | Coppa CEV | Coppa CEV | Coppa CEV | Coppa CEV | Totale | Totale | Totale | Totale | Totale |
| Giocatrice       | P          | PT         | AV         | MV         | BV         | P                | PT               | AV               | MV               | BV               | P         | PT        | AV        | MV        | BV        | P      | PT     | AV     | MV     | BV     |
| ---------------- | ---------- | ---------- | ---------- | ---------- | ---------- | ---------------- | ---------------- | ---------------- | ---------------- | ---------------- | --------- | --------- | --------- | --------- | --------- | ------ | ------ | ------ | ------ | ------ |
| K. Akman         | 28         | 153        | 88         | 56         | 9          | 2                | 16               | 11               | 4                | 1                | 1         | 9         | 6         | 2         | 1         | 31     | 178    | 105    | 62     | 11     |
| İ. Albayrak      | 1          | 0          | 0          | 0          | 0          | 0                | 0                | 0                | 0                | 0                | 0         | 0         | 0         | 0         | 0         | 1      | 0      | 0      | 0      | 0      |
| D. Alecrim       | 18         | 77         | 41         | 34         | 2          | 2                | 13               | 9                | 3                | 1                | 2         | 12        | 10        | 1         | 1         | 22     | 102    | 60     | 38     | 4      |
| D. Babat         | 30         | 147        | 73         | 60         | 14         | 1                | 4                | 2                | 2                | 0                | 2         | 12        | 1         | 10        | 1         | 33     | 163    | 76     | 72     | 15     |
| J. Bergmann      | 30         | 323        | 261        | 29         | 33         | 2                | 27               | 23               | 4                | 0                | 2         | 48        | 39        | 5         | 4         | 34     | 398    | 323    | 38     | 37     |
| S. Çalışkan      | 29         | 47         | 19         | 16         | 12         | 2                | 5                | 4                | 0                | 1                | 2         | 2         | 0         | 1         | 1         | 33     | 54     | 23     | 17     | 14     |
| M. Carneiro      | 24         | 25         | 10         | 8          | 7          | 1                | 0                | 0                | 0                | 0                | 1         | 1         | 1         | 0         | 0         | 26     | 26     | 11     | 8      | 7      |
| Ş. Ercan         | 28         | 49         | 37         | 10         | 2          | 2                | 3                | 2                | 1                | 0                | 2         | 1         | 1         | 0         | 0         | 32     | 53     | 40     | 11     | 2      |
| D. Güç           | 21         | 3          | 2          | 1          | 0          | 2                | 0                | 0                | 0                | 0                | 1         | 1         | 0         | 0         | 1         | 24     | 4      | 2      | 1      | 1      |
| B. Kayacan       | 19         | 0          | 0          | 0          | 0          | 0                | 0                | 0                | 0                | 0                | 2         | 0         | 0         | 0         | 0         | 21     | 0      | 0      | 0      | 0      |
| N. Özsoy         | 28         | 294        | 272        | 16         | 6          | 2                | 19               | 16               | 3                | 0                | 2         | 16        | 15        | 1         | 1         | 32     | 329    | 303    | 20     | 7      |
| K. Van Ryk       | 28         | 581        | 505        | 37         | 39         | 2                | 51               | 44               | 5                | 2                | 1         | 18        | 14        | 2         | 2         | 31     | 650    | 563    | 44     | 43     |
| A. Vasilantōnakī | 19         | 179        | 149        | 20         | 10         | 2                | 3                | 3                | 0                | 0                | 2         | 41        | 35        | 4         | 2         | 23     | 223    | 187    | 24     | 12     |
| M. Yılmaz        | 27         | 0          | 0          | 0          | 0          | 2                | 0                | 0                | 0                | 0                | 2         | 0         | 0         | 0         | 0         | 31     | 0      | 0      | 0      | 0      |

P = presenze; PT = punti totali; AV = attacchi vincenti; MV = muri vincenti; BV = battute vincenti